# Neumología

Aparato respiratorio humano

La neumología o neumonología es la especialidad médica encargada del estudio de las enfermedades del aparato respiratorio y centra su campo de actuación en el diagnóstico, tratamiento y prevención de las enfermedades del pulmón, la pleura y el mediastino.  El médico que ejerce esta especialidad es el neumólogo o neumonólogo.
La neumología se considera una rama de la medicina interna, y está relacionada con la medicina de cuidados intensivos. La neumología suele implicar el manejo de pacientes que necesitan soporte vital y ventilación mecánica. Los neumólogos están especialmente formados en enfermedades y afecciones del tórax, en particular neumonía, asma, tuberculosis, enfisema e infecciones torácicas complicadas. 
Los departamentos de neumología/respirología colaboran especialmente con algunas otras especialidades: departamentos de cirugía torácica y departamentos de cardiología.

## Historia

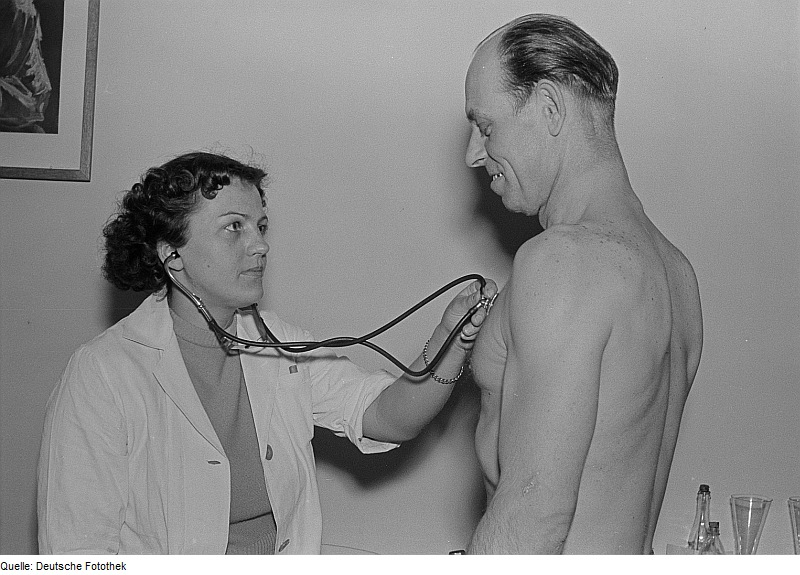
La auscultación mediante el estetoscopio es una de las técnicas diagnósticas que se emplean en neumología

Su desarrollo histórico se inicia a principios del siglo XIX con los trabajos de René Théophile Hyacinthe Laennec, médico francés inventor del estetoscopio.
En España se separó de la cardiología tras la ley de especialidades de 1977,[cita requerida] lo cual afectó a los médicos residentes que antes terminaban con la titulación de especialistas en pulmón y corazón, a partir de entonces son cardiólogos o neumólogos.[cita requerida]
Uno de los primeros grandes descubrimientos relevantes en el campo de la neumología fue el descubrimiento de la circulación pulmonar. Originalmente, se pensaba que la sangre que llegaba al lado derecho del corazón pasaba a través de pequeños "poros" en el septum al lado izquierdo para ser oxigenada, como teorizó Galeno; sin embargo, el descubrimiento de la circulación pulmonar refuta esta teoría, que había sido aceptada previamente desde el siglo II. El anatomista y fisiólogo del siglo XIII Ibn Al-Nafis teorizó con precisión que no había paso "directo" entre los dos lados (ventrículos) del corazón. Creía que la sangre debía pasar por la arteria pulmonar, a través de los pulmones, y volver al corazón para ser bombeada por todo el cuerpo. Muchos consideran que ésta es la primera descripción científica de la circulación pulmonar.
Aunque la medicina pulmonar no empezó a evolucionar como especialidad médica hasta la década de 1950, William Welch y William Osler fundaron la organización "matriz" de la Sociedad Torácica Americana, la Asociación Nacional para el Estudio y la Prevención de la Tuberculosis. El cuidado, tratamiento y estudio de la tuberculosis pulmonar se reconoce como una disciplina por derecho propio, la fisiología.  Cuando la especialidad empezó a evolucionar, se estaban realizando varios descubrimientos que relacionaban el sistema respiratorio y la medición de los gases en sangre arterial, lo que atrajo a cada vez más médicos e investigadores al campo en desarrollo.

## La neumología y su relevancia en otros campos de la medicina
La cirugía de las vías respiratorias suele ser realizada por especialistas en cirugía torácica (o cirugía torácica), aunque los neumólogos pueden realizar procedimientos menores. La neumología está estrechamente relacionada con la medicina de cuidados críticos cuando se trata de pacientes que requieren ventilación mecánica. Como resultado, muchos neumólogos están certificados para practicar la medicina de cuidados críticos además de la medicina pulmonar. Existen programas de becas que permiten a los médicos obtener la certificación en medicina pulmonar y de cuidados intensivos simultáneamente. La neumología intervencionista es un campo relativamente nuevo dentro de la medicina pulmonar que se ocupa del uso de procedimientos como la broncoscopia y la pleuroscopia para tratar diversas enfermedades pulmonares.  La neumología intervencionista está cada vez más reconocida como una especialidad médica específica.

## Formación
Para obtener la titulación de neumólogo es preciso completar en primer lugar los estudios de medicina, una vez terminado la licenciatura o grado  en medicina y cirugía, para realizar la especialidad se requiere un periodo de formación de duración variable dependiendo del país, en la Unión Europea tiene una duración de 5 años. Dentro del proceso de formación se presta especial atención a los siguientes temas: Enfermedades obstructivas broncopulmonares y EPOC, enfermedades neoplásicas  del pulmón la pleura y el mediastino, infecciones pulmonares, tuberculosis pulmonar, enfermedades pulmonares intersticiales difusas, hipertensión pulmonar, tromboembolismo pulmonar, enfermedades pulmonares ocupacionales, manifestaciones pulmonares de enfermedades que afectan a otros órganos como el lupus eritematoso sistémico, insuficiencia respiratoria, trastornos neuromusculares que afectan a la función pulmonar, enfermedades de la pleura y el mediastino, enfermedades pulmonares por hipersensibilidad, síndrome de apnea del sueño, rehabilitación respiratoria, trasplante de pulmón, epidemiología de las enfermedades pulmonares, evaluación de la función respiratoria previa a la cirugía y tabaquismo.

Vista detallada del sistema respiratorio humano.

## Procedimientos

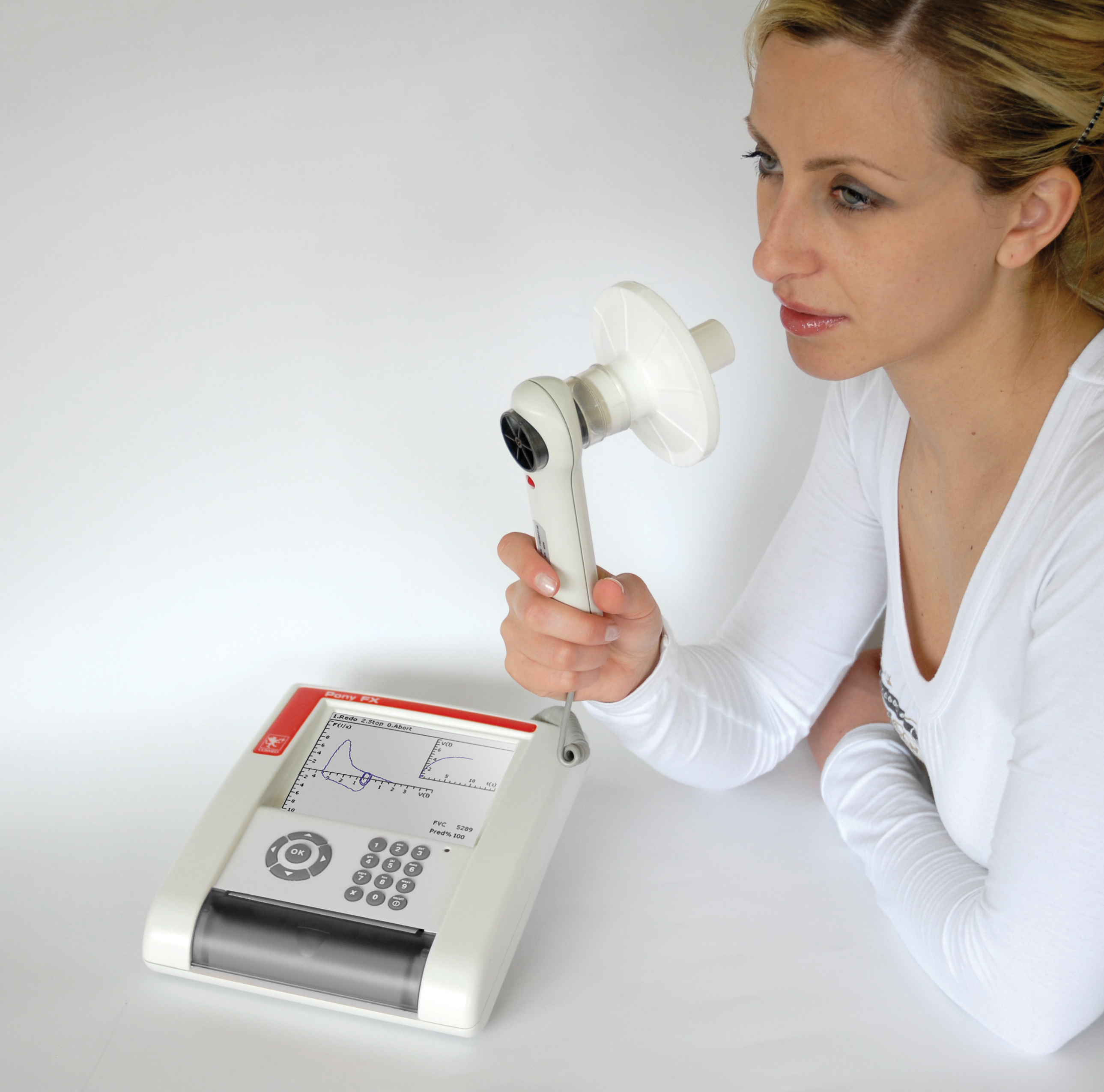
La espirometria es una prueba que se utiliza en neumología con fines diagnósticos

Fue esencial en su desarrollo la aparición del broncoscopio, instrumento que permite el diagnóstico temprano del cáncer de pulmón incipiente, también es importante en el diagnóstico de patología autoinmune no filiada, realizando el legrado, cepillado y lavado bronquial, con aspiración citológica. Existen otros procedimientos tales como: la espirometría que es el estudio que mide la capacidad del pulmón y evalúa la función bronquial, fundamental para el diagnóstico de enfermedades como el asma y el EPOC. Un procedimiento de importancia en neumología son las biopsias del pulmón y/o pleura que se realizan mediante toma de muestras de tejidos pulmonares o pleurales para el diagnóstico de enfermedades oncológicas, infecciosas o de otro tipo.

## Enfermedades
Entre las enfermedades respiratorias tratadas por la neumología se encuentran: el asma bronquial, patología pulmonar infecciosa (neumonía, tuberculosis), síndrome de apnea-hipopnea durante el sueño (SAHS), cáncer de pulmón y las enfermedades derivadas del tabaquismo como la EPOC (enfermedad pulmonar obstructiva crónica) y el enfisema pulmonar.

## Causas de las enfermedades del pulmón

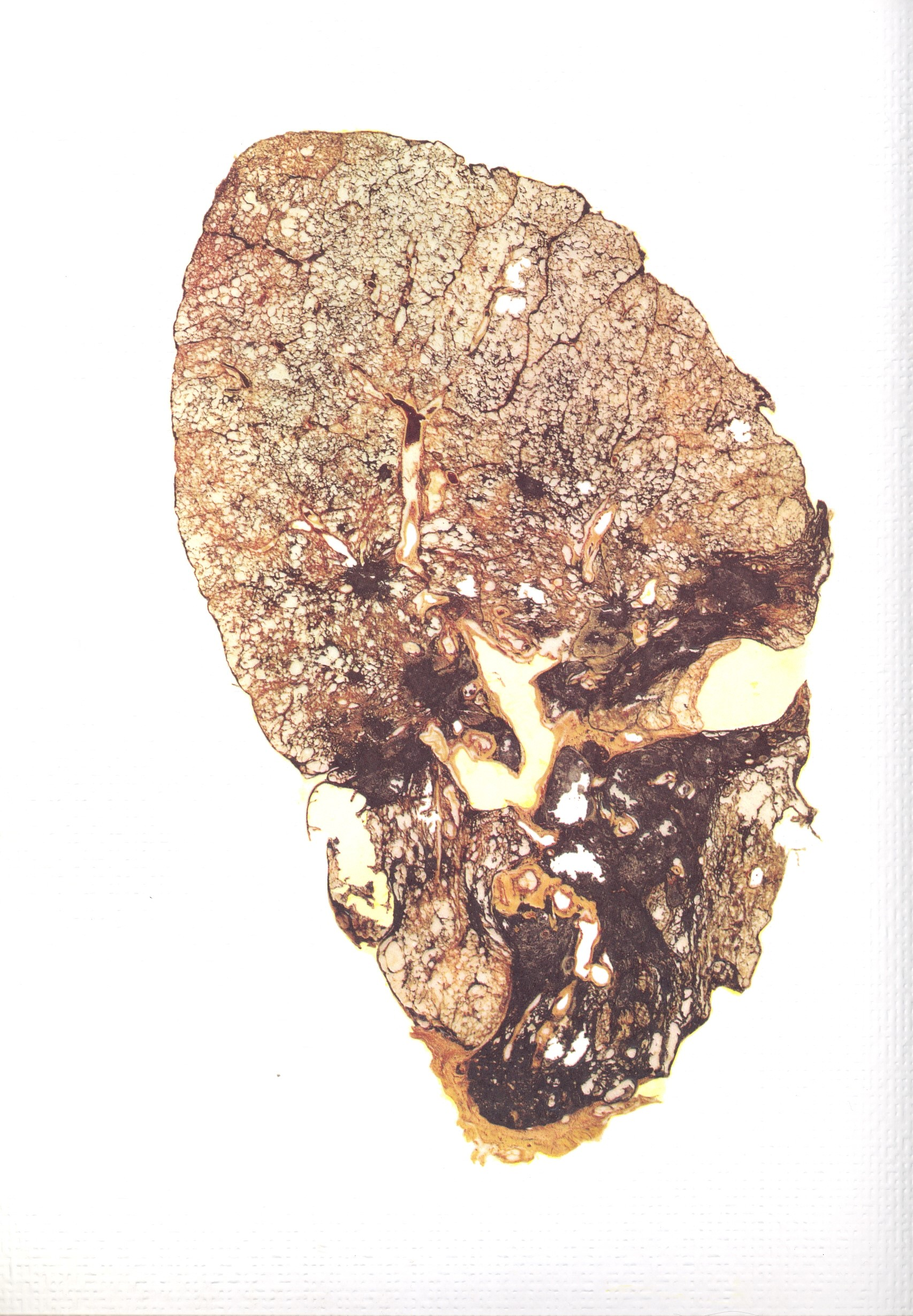
Pulmón de un minero afectado por silicosis

Las causas de las enfermedades respiratorias son muy variadas, algunas como la EPOC y el cáncer de pulmón están relacionadas con el consumo de tabaco, también pueden guardar relación con la contaminación del aire que respiramos, en la Ciudad de Villahermosa (México) se llevó a cabo un estudio en el que se probó el efecto de la contaminación atmosférica sobre la salud de la comunidad, llegando a la conclusión de que se deben instalar redes que monitoricen la contaminación del aire para prevenir enfermedades. Otras enfermedades respiratorias son de causa infecciosa, como la tuberculosis y la neumonia, están relacionadas con la alergia como el asma bronquial extrínseca o bien se deben a la exposición a determinadas sustancias relacionadas con la actividad laboral, por ejemplo la silicosis de los mineros. Algunos trastornos que afectan gravemente a la función pulmonar son de causa genética, por ejemplo la fibrosis quística.

## Tratamiento y terapéutica

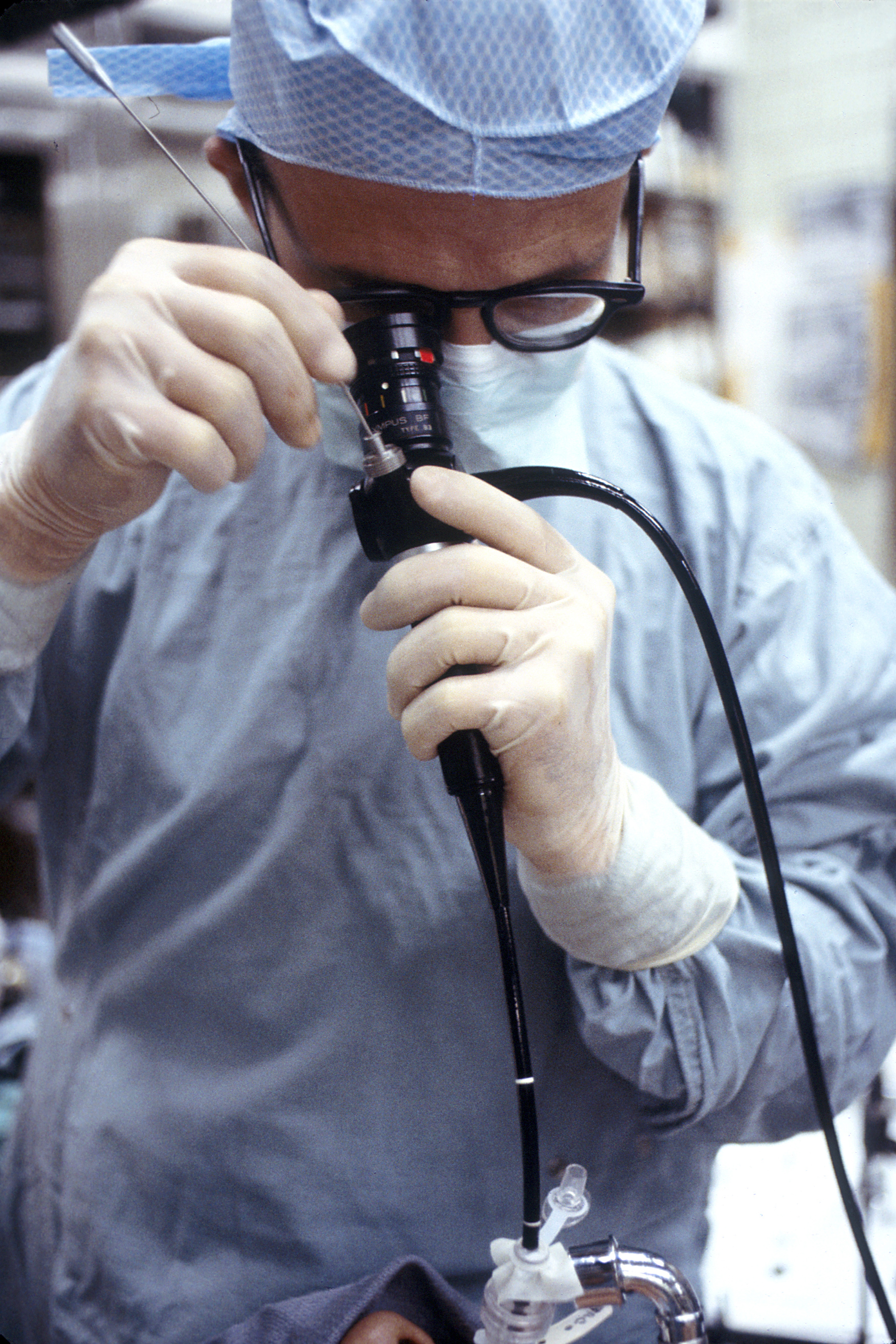
Personal médico realizando una broncoscopia.

La medicación es el tratamiento más importante de la mayoría de las enfermedades pulmonares, ya sea por vía inhalatoria (broncodilatadores y corticoides) o por vía oral (antibióticos, antagonistas de los leucotrienos). Un ejemplo común es el uso de inhaladores en el tratamiento de afecciones pulmonares inflamatorias como el asma o la enfermedad pulmonar obstructiva crónica. La oxigenoterapia suele ser necesaria en enfermedades respiratorias graves (enfisema y fibrosis pulmonar). Cuando ésta es insuficiente, el paciente puede requerir ventilación mecánica.
La rehabilitación pulmonar se ha definido como un continuo multidimensional de servicios dirigidos a las personas con enfermedad pulmonar y sus familias, normalmente por un equipo interdisciplinar de especialistas, con el objetivo de alcanzar y mantener el máximo nivel de independencia y funcionamiento del individuo en la comunidad. La rehabilitación pulmonar pretende educar al paciente, a la familia y mejorar la calidad de vida general y el pronóstico del paciente Las intervenciones pueden incluir ejercicio, educación, apoyo emocional, oxígeno, ventilación mecánica no invasiva, optimización de la eliminación de secreciones de las vías respiratorias, fomento del cumplimiento de los cuidados médicos para reducir el número de exacerbaciones y hospitalizaciones, y reincorporación al trabajo y/o a una vida más activa y emocionalmente satisfactoria. Estos objetivos son apropiados para cualquier paciente con reserva respiratoria disminuida, ya sea debido a enfermedades pulmonares obstructivas o intrínsecas (deterioro de la oxigenación) o a debilidad neuromuscular (deterioro ventilatorio). Un equipo de rehabilitación pulmonar puede estar formado por un médico rehabilitador, un especialista en medicina pulmonar, un asistente médico y profesionales sanitarios aliados como una enfermera de rehabilitación, un terapeuta respiratorio, un logopeda, un fisioterapeuta, un terapeuta ocupacional, un psicólogo y un trabajador social, entre otros. La rehabilitación pulmonar se puede llevar a cabo en una variedad de entornos, según las necesidades del paciente, y puede incluir o no intervención farmacológica.  Además, en el caso de los niños, se utilizan juegos respiratorios para motivarlos a realizar la rehabilitación pulmonar.

### Enfermedades pulmonares

#### Bronquios
- Asma
- Bronquitis aguda
- EPOC
- Bronquitis crónica
- Enfisema
- Fibrosis quística
- Bronquiectasia
- Cáncer de pulmón
- neumoconiosis

#### Parénquima pulmonar
- Neumonías, bronconeumonía
- Psitacosis
- Embolia pulmonar
- Hipertensión pulmonar
- Edema pulmonar
- Fibrosis pulmonar
- Secuestro broncopulmonar
- sarcoidosis
- Tuberculosis pulmonar
- Absceso pulmonar

#### Pleura
- Neumotórax
- Pleuritis
- Mesotelioma

#### Trastornos ventilatorios
- Apnea del sueño
- Inhalación
- Asfixia
- Traumatismo torácico

### Exámenes pulmonares

#### Signos físicos
- Cianosis
- Polipnea
- Apnea
- Hipocratismo digital
- Insuficiencia respiratoria crónica
- Insuficiencia respiratoria aguda
- Auscultación pulmonar anormal

### Exámenes de neumología
- Radiografía estándar de tórax
- Exploración pulmonar
- Broncoscopia
- Gammagrafía
- Examen citobacteriológico de esputos
- Gasometría arterial
- Espirometría
- Toracoscopia
- Intradermoreacción a la tuberculina
- Lavado broncoalveolar